# La peste (serie de televisión)
La peste es una serie de televisión española, una producción original de Movistar+ creada por Alberto Rodríguez y Rafael Cobos. Narra una historia ambientada en la ciudad de Sevilla durante el siglo XVI, con el telón de fondo de una de las epidemias de peste que asolaron la ciudad en ese periodo. Fue presentada en la sección oficial en el Festival Internacional de Cine de San Sebastián, en septiembre de 2017. La primera temporada se estrenó el 12 de enero de 2018, bajo demanda en Movistar+ y en el canal #0, de la misma plataforma.
La serie tuvo un buen recibimiento entre el público, según manifestó Movistar+, y ha constituido el mejor estreno de una serie de este canal. La audiencia media del primer episodio en los primeros cuatro días de emisión superó en un 40% el anterior récord, que fue el estreno en verano de 2017 de la séptima temporada de Juego de tronos.

## Producción y rodaje

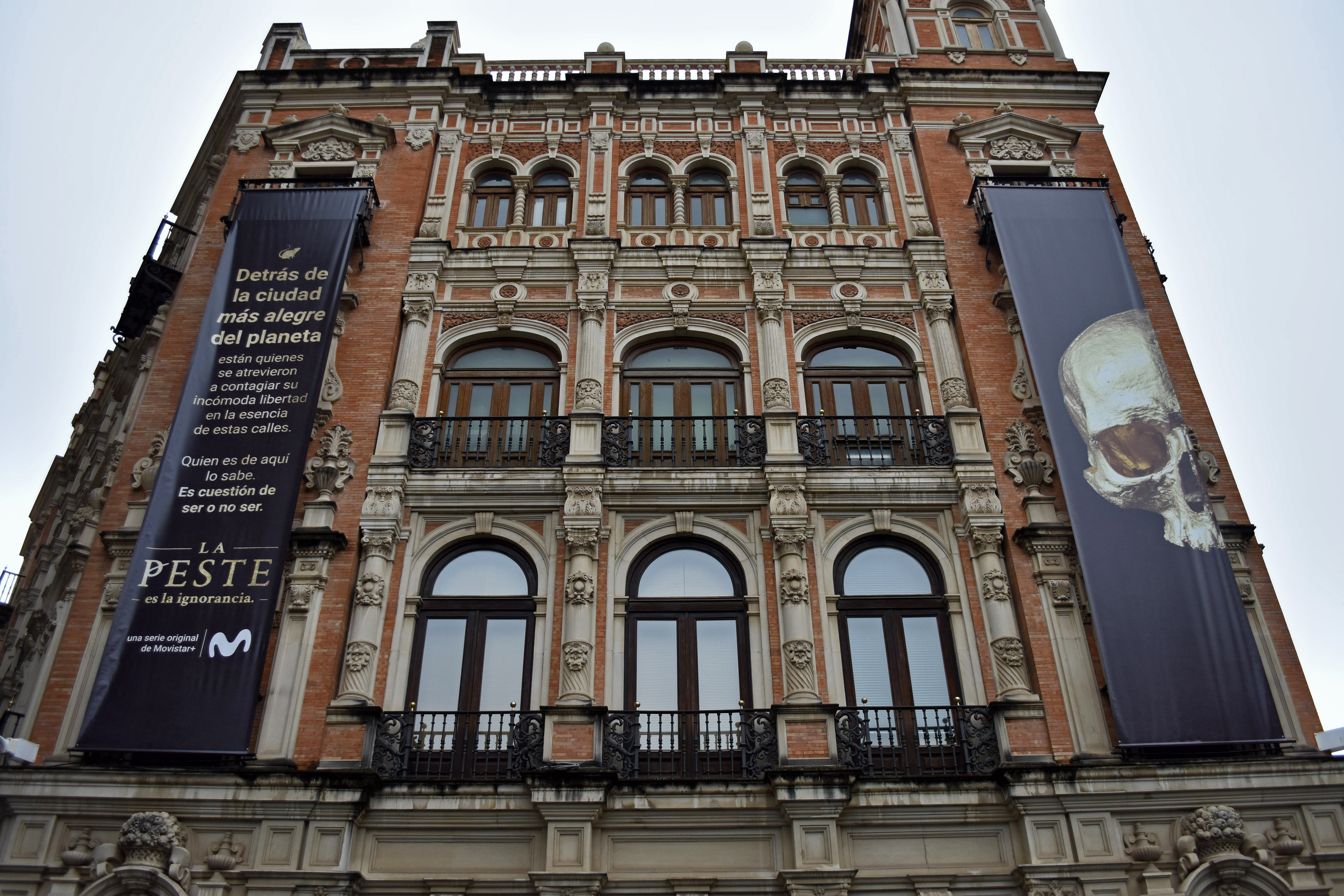
El edificio de Telefónica de Sevilla, con publicidad de La peste, con motivo de su estreno.

La serie forma parte de los proyectos de producción de ficción propia de Movistar+, enmarcado dentro de la estrategia de este canal para ofrecer contenidos diferentes y exclusivos. Según el director de producción original del canal, la finalidad es generar producciones propias y coproducciones para estrenar entre ocho y diez series anuales.Paralelamente a la serie se desarrolló su universo transmedia, siendo el juego de realidad alternativa con mayor trascendencia de España durante esa época.
Sus creadores han manifestado que el proceso de creación de la serie ha supuesto un viaje en el tiempo en el que han tenido que reconstruir una ciudad que ya no existe, donde han cuidado al máximo los detalles para dar una imagen realista de cómo era Sevilla, en la que convivían lujosos palacios con arrabales insalubres. Una ciudad, destacan los creadores, cosmopolita y universal en la que por ejemplo un 10 % de la población sevillana era negra.
Uno de los elementos más atractivos de la serie ha sido la dirección artística, con el objetivo de que la ambientación sumerja al espectador en la ciudad como si caminara por ella, que sea capaz de oler los aromas del mercado y el hedor de las cloacas; que contemple el polvo de los ropajes raídos y el añil de las piscinas donde se fabrica.
Alberto Rodríguez y Rafael Cobos han contado para este proyecto con su equipo habitual de colaboradores entre los que se encuentran, el productor José Antonio Félez y el músico Julio de la Rosa. El director de fotografía es Pau Esteve. Los actores protagonistas son Paco León, Manuel Solo, Pablo Molinero, Sergio Castellanos, Patricia López Arnaiz y Lupe del Junco.

### Primera temporada
El presupuesto total de la primera temporada fue de diez millones de euros a distribuir en seis episodios de unos 50 minutos aproximadamente cada uno. La primera temporada ha contado con la participación de más de 400 profesionales, 2 000 figurantes y casi 200 actores. El rodaje se inició el 6 de febrero de 2017 y se prolongó 18 semanas, en más 130 localizaciones en las poblaciones de Carmona, Garrovillas de Alconétar, Trujillo, Coria del Río y Sevilla, donde rodaron en la Sala Capitular del Ayuntamiento, los alrededores de la Catedral, la Casa de Pilatos y las Reales Atarazanas, transformadas en cárcel para la ocasión.

### Segunda temporada
En septiembre de 2017 se confirmó la segunda temporada de la serie para 2019.
El 15 de noviembre de 2019 se estrenó al completo la segunda temporada con el título "La Peste 2: La mano de la Garduña".

## Argumento

### Primera temporada
Durante 1587, mientras una epidemia de peste negra se extiende por la ciudad de Sevilla, se suceden varios asesinatos de personas relacionadas con el protestantismo clandestino en la ciudad, lo que lleva al Inquisidor general a reclamar a Mateo, un antiguo militar e impresor condenado por la propia Inquisición, para que realice una investigación sobre los crímenes.

### Segunda temporada
Cinco años después de la última gran epidemia de peste, Sevilla ha conseguido reponerse. Sigue manteniendo el monopolio del comercio con las Indias y su prosperidad va en aumento. Pero también la población que se dispara alcanzando unos máximos históricos. El gobierno no es capaz de alimentar a sus habitantes ni de asegurarles unos servicios asistenciales mínimos. El descontento social crece y se cristaliza en el nacimiento de la Garduña, el crimen organizado, que ha tomado el control de la ciudad.
Mateo recibe una carta de Teresa pidiéndole ayuda: Valerio está liberando prostitutas ilegales que trabajan sometidas para La Garduña (sociedad secreta) y han intentado matarlo. Baeza, un joven trabajador de la mancebía amigo de Valerio, acepta, por imposición de la Garduña el encargo de asesinarlo. Por otra parte, llega de Valladolid un nuevo asistente llamado Pontecorvo para gobernar Sevilla y decidido a acabar con la corrupción y con la Garduña.

## Reparto

### Primera temporada
- Pablo Molinero, como Mateo Núñez
- Sergio Castellanos, como Valerio Huertas
- Paco León, como Luis de Zúñiga
- Manolo Solo, como Celso de Guevara
- Javier Botet
- Jesús Carroza, como Baeza
- Tomás del Estal, como el doctor Nicolás Monardes.
- Antonio Gil
- Cecilia Gómez, como la modelo Eugenia
- Lupe del Junco, como Leandra
- Patricia López Arnaiz, como Teresa Pinelo
- Nya de la Rubia, como Carmen Gálvez
- Paco Tous, como el administrador de Teresa Pinelo
- Manuel Morón, como Arquímedes
- Antonio Dechent, como Pedro Lanzas
- Víctor Quintero, como Quintero
- Miko Jarry, como Alejandro Dresdener
- Óscar Corrales
- Carlo D'Ursi, como Enzo
- Ignacio Herráez
- Alejandro López Estacio, como Carmona
- Alejandro Pantany, como guarda de Teresa
- Estefanía de los Santos, como María de la O
- Fede Aguado, como Pontecorvo
- Luis Callejo, como Conrado
- Julián Villagrán, como el Flamenco

### Segunda temporada[15]
- Pablo Molinero, como Mateo Núñez
- Patricia López Arnaiz, como Teresa Pinelo
- Jesús Carroza, como Baeza
- Estefanía de los Santos, como María de la O
- Sergio Castellanos, como Valerio Huertas
- Federico Aguado, como Pontecorvo
- Cecilia Gómez, como la modelo Eugenia
- Claudia Salas, como Escalante
- Melina Matthews, como Juana
- Luis Callejo, como Conrado
- Manuel Morón, como Arquímedes
- Julián Villagrán, como el Flamenco

## Capítulos

### Primera temporada (2018)
| N.º en serie | N.º en temp. | Título           | Dirigido por      | Escrito por | Fecha de emisión original |
| ------------ | ------------ | ---------------- | ----------------- | --- | ------------------------- |
| 1            | 1            | «La palabra»     | Alberto Rodríguez | Argumento: Alberto Rodríguez, Rafael Cobos y Fran Araújo Guión: Alberto Rodríguez, Rafael Cobos Fran Araújo y J. Fernando León R. | 12 de enero de 2018       |
| 2            | 2            | «El pacto»       | Alberto Rodríguez | Alberto Rodríguez, Rafael Cobos y Fran Araújo                                                                                     | 12 de enero de 2018       |
| 3            | 3            | «El impresor»    | Alberto Rodríguez | Alberto Rodríguez, Rafael Cobos y Fran Araújo                                                                                     | 12 de enero de 2018       |
| 4            | 4            | «El esclavo»     | Paco R. Baños     | Alberto Rodríguez, Rafael Cobos y Fran Araújo                                                                                     | 12 de enero de 2018       |
| 5            | 5            | «El hijo»        | Paco R. Baños     | Alberto Rodríguez, Rafael Cobos y Fran Araújo                                                                                     | 12 de enero de 2018       |
| 6            | 6            | «El nuevo mundo» | Alberto Rodríguez | Alberto Rodríguez, Rafael Cobos y Fran Araújo                                                                                     | 12 de enero de 2018       |

### Segunda temporada (2019)
| N.º en serie | N.º en temp. | Título           | Dirigido por      | Escrito por                                                          | Fecha de emisión original |
| ------------ | ------------ | ---------------- | ----------------- | -------------------------------------------------------------------- | ------------------------- |
| 7            | 1            | «El nuevo mundo» | Alberto Rodríguez | Alberto Rodríguez, Rafael Cobos y Fran Araújo                        | 15 de noviembre de 2019   |
| 8            | 2            | «Escalante»      | Alberto Rodríguez | Alberto Rodríguez, Rafael Cobos y Fran Araújo                        | 15 de noviembre de 2019   |
| 9            | 3            | «Pontecorvo»     | David Ulloa       | Alberto Rodríguez, Rafael Cobos y Fran Araújo                        | 15 de noviembre de 2019   |
| 10           | 4            | «Eugenia»        | David Ulloa       | Alberto Rodríguez, Rafael Cobos, Fran Araújo y José Rodríguez Suárez | 15 de noviembre de 2019   |
| 11           | 5            | «Conrado»        | David Ulloa       | Alberto Rodríguez, Rafael Cobos, Fran Araújo e Isabel Peña           | 15 de noviembre de 2019   |
| 12           | 6            | «El viejo mundo» | David Ulloa       | Alberto Rodríguez, Rafael Cobos y Fran Araújo                        | 15 de noviembre de 2019   |

## Bases históricas

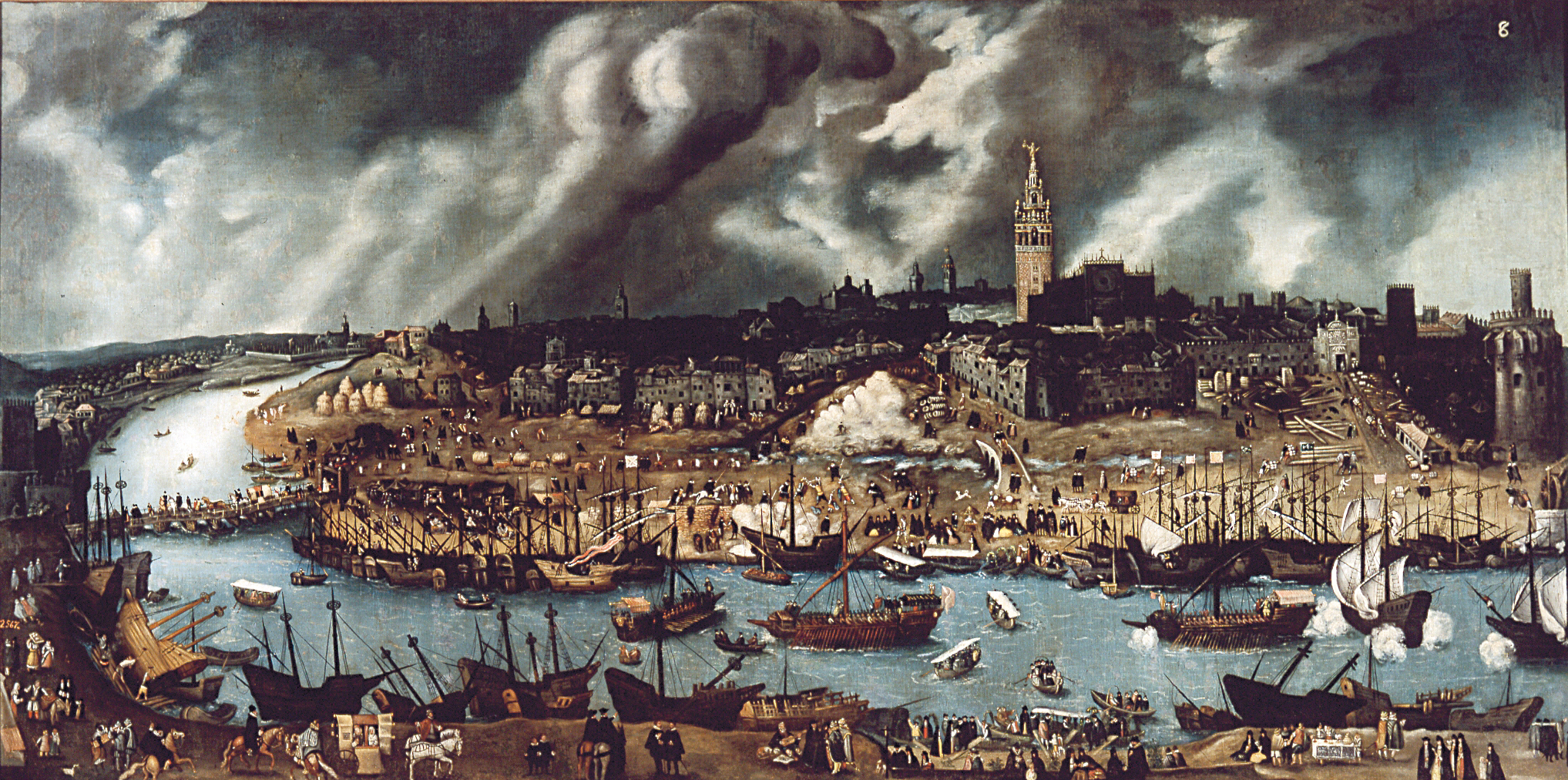
Puerto de Indias, en el río Guadalquivir.

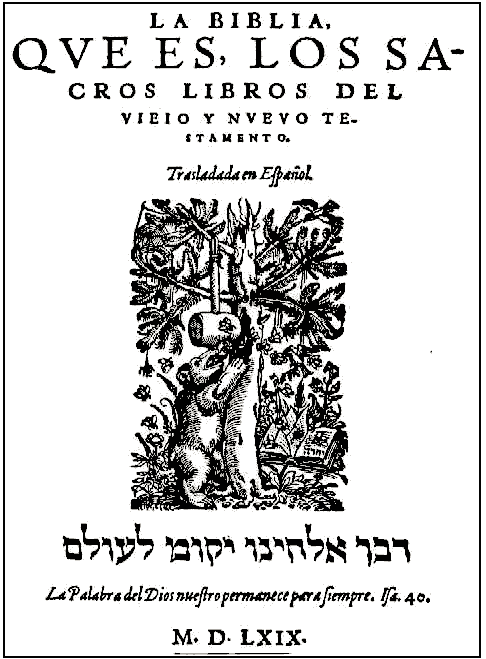
Biblia del Oso, Basilea, 1569

- Durante los siglos XVI y XVII se produjeron diversas epidemias de peste que afectaron a Sevilla, la más importante de ellas tuvo lugar en el año 1649 (epidemia de 1649) en la que se calcula fallecieron alrededor de 60 000 personas, el 46% de la población de la ciudad.[16]
- Puerto de Indias. En el siglo XVI fue el principal puerto marítimo de enlace entre España y América. Mantenía un monopolio de entrada y salida de mercancías con las Indias. Se ubicaba en la orilla del Guadalquivir, entre la Torre del Oro y el Puente de Barcas (Sevilla).[17]
- Castillo de San Jorge. Antigua fortaleza situada en el barrio de Triana (Sevilla). Desde 1481 hasta 1785 fue sede de la inquisición. En su interior se encontraba la prisión en la que eran encerrados e interrogados los detenidos por el Santo Oficio.[18]
- Mancebía de Sevilla. Barrio histórico ubicado en las proximidades de la Puerta del Arenal en el que se ejercía de forma generalizada la prostitución.[19]
- Casa de la Contratación de Indias. Institución creada en 1503 en Sevilla para fomentar y regular el comercio y la navegación con los territorios españoles en Ultramar. Gestionaba un monopolio de comercio español con las Indias, de tal forma que en algunos períodos del siglo XVI y XVIII llegó a recibir procedente de América 270 000 kilos de plata y 40 000 kilos de oro al año.[20]
- Cárcel Real de Sevilla. Se encontraba en un edificio de origen medieval que se mantuvo en uso como prisión hasta el siglo XIX. Tuvo presos ilustres del Siglo de Oro Español, entre ellos Miguel de Cervantes.[21]
- Cofradía de los Negros. Fue fundada hacia 1393 por el cardenal Gonzalo de Mena y Roelas en la capilla del hospital de los Ángeles, para acoger a los negros. Hasta mediados del siglo XIX solo admitieron hermanos de raza negra. En el siglo XXI continúa realizando estación de penitencia a la Catedral de Sevilla en la noche del Jueves Santo.[22]
- Monasterio de San Isidoro del Campo. Monasterio jerónimo situado en la localidad de Santiponce, muy próximo a Sevilla, en el que se desarrolló un foco de protestantismo que fue descubierto por la inquisición. Algunos monjes como Casiodoro de Reina lograron huir, pero otros fueron capturados, recluidos en el castillo de San Jorge y quemados en diversos autos de fe.[23]
- Hospital de las Cinco Llagas de Sevilla, fue fundado en 1500. Constituyó el principal hospital de la ciudad hasta el siglo XX. Actualmente es la sede del Parlamento de Andalucía.
- Casiodoro de Reina. Religioso español de la Orden de San Jerónimo que huyó de Sevilla perseguido por la inquisición. En Basilea publicó la "Biblia del oso", primera traducción completa de la Biblia al idioma castellano.[24]
- Jácome Cromberger. Impresor sevillano del siglo XVI hijo de Juan Cromberger y nieto de Jacobo Cromberger.[25]
- Fernando de Valdés y Salas. Eclesiástico español, obispo de Sevilla e inquisidor general entre 1547 y 1566. Fue autor de uno de los más famosos índices de libros prohibidos en 1559. Sus fanáticas actuaciones como inquisidor se cobraron numerosas vidas en diferentes autos de fe.[26]
- Nicolás Monardes (Sevilla, 1508-Sevilla, 1588) fue un destacado médico y botánico español. Introdujo en Europa numerosas plantas medicinales americanas, cuyas propiedades investigó y describió extensamente.[27]
- La Garduña (sociedad secreta).